# THEプロ野球'91
『THEプロ野球'91』（ザ プロやきゅう91）は、1991年1月21日にセガが発売したゲームギア用の野球ゲームソフト。
セガ・マークIIIやマスターシステムから続くセガの野球ゲーム第2作目。
| スタブアイコン | サブスタブ | この項目は、まだ閲覧者の調べものの参照としては役立たない、コンピュータゲームに関連した書きかけの項目です。この項目を加筆・訂正などしてくださる協力者を求めています（P:コンピュータゲーム/PJ:コンピュータゲーム）。 |